# فوجی‌فیلم
فوجی‌فیلم هولدینگز کورپوریشن (به انگلیسی : Fujifilm Holdings Corporation, شناخته شده با نام فوجی فیلم , به انگلیسی : Fujifilm , (富士フイルム株式会社  Fujifuirumu Kabushiki-kaisha) یک شرکت چندملیتی تولیدکننده تجهیزات عکاسی ژاپنی است.
بیشتر فعالیت‌های فوجی‌فیلم در زمینهٔ توسعه و تولید و فروش و خدمات فیلم‌های رنگی و دوربین‌های دیجیتال و وسایل ظهور عکس، کاغذ رنگی، مواد شیمیایی ظهور و سایر وسایل عکاسی است.

## نگارخانه

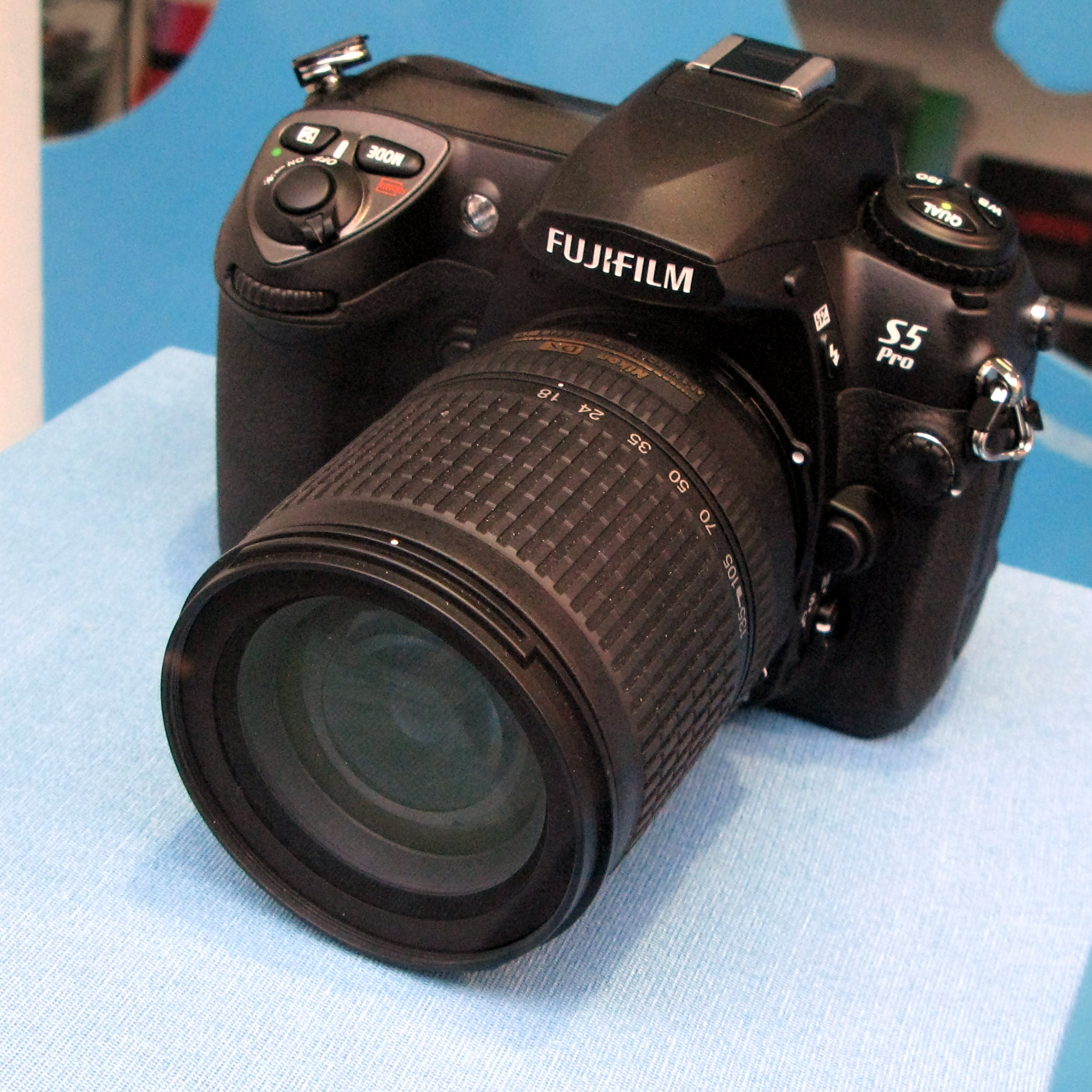
فوجی فیلم S5 Pro
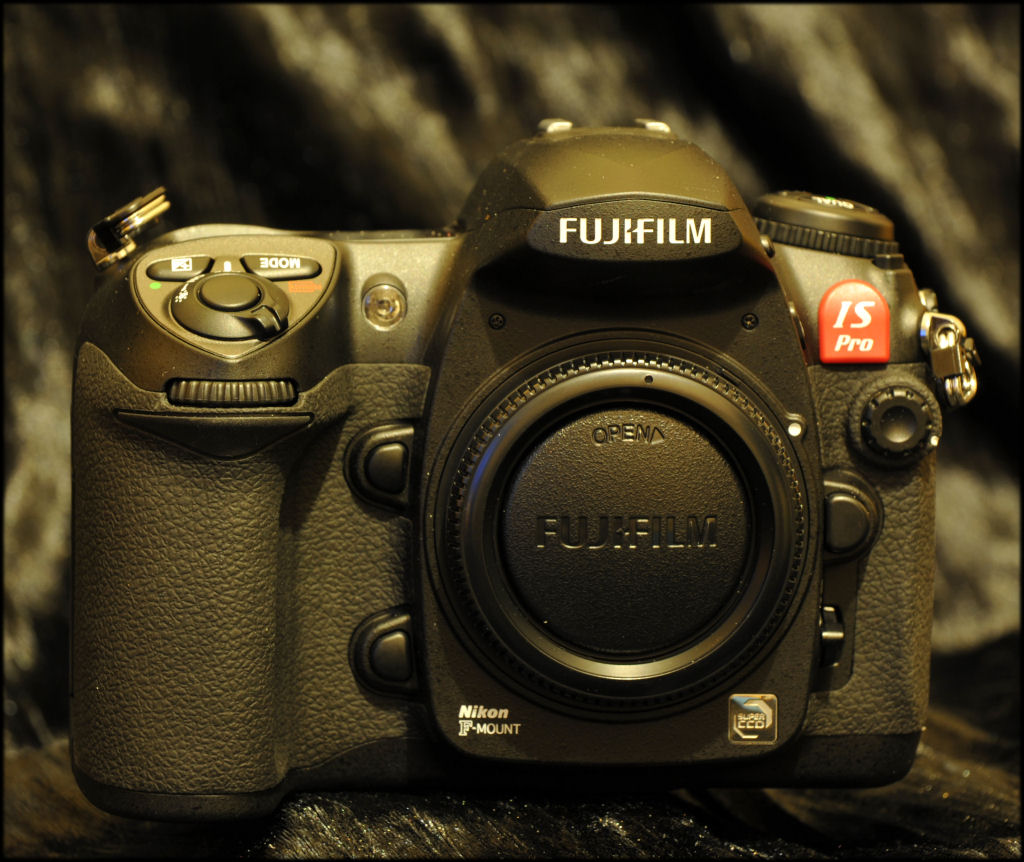
فوجی فیلم IS Pro
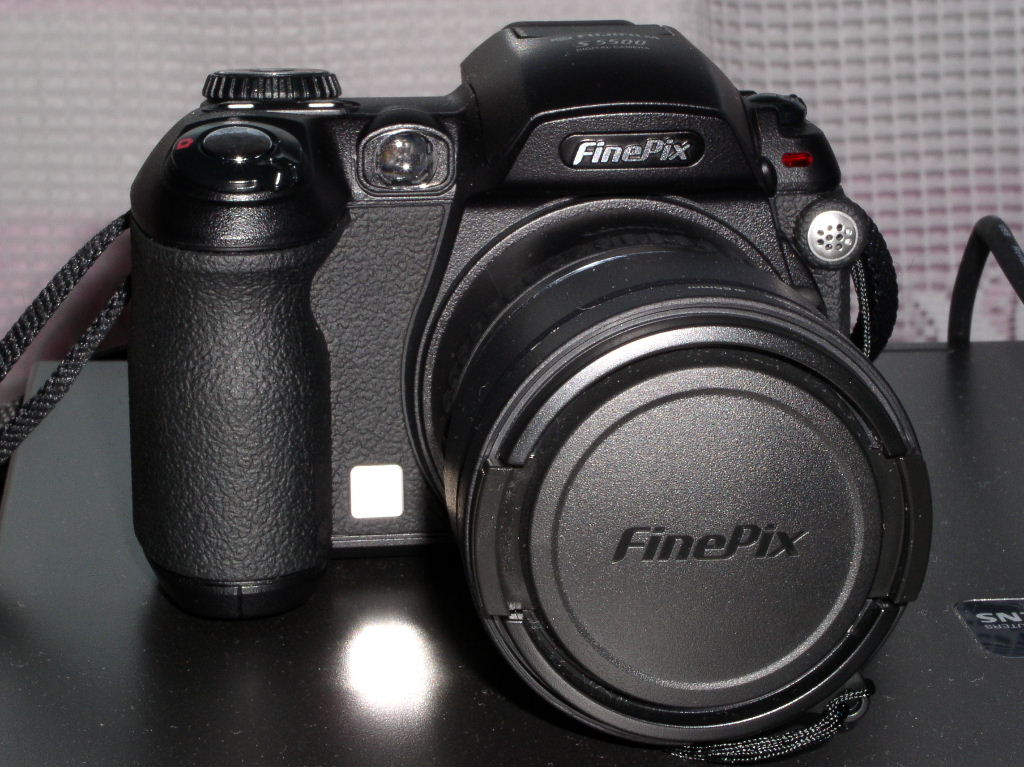
فوجی فیلم FinePix S5500
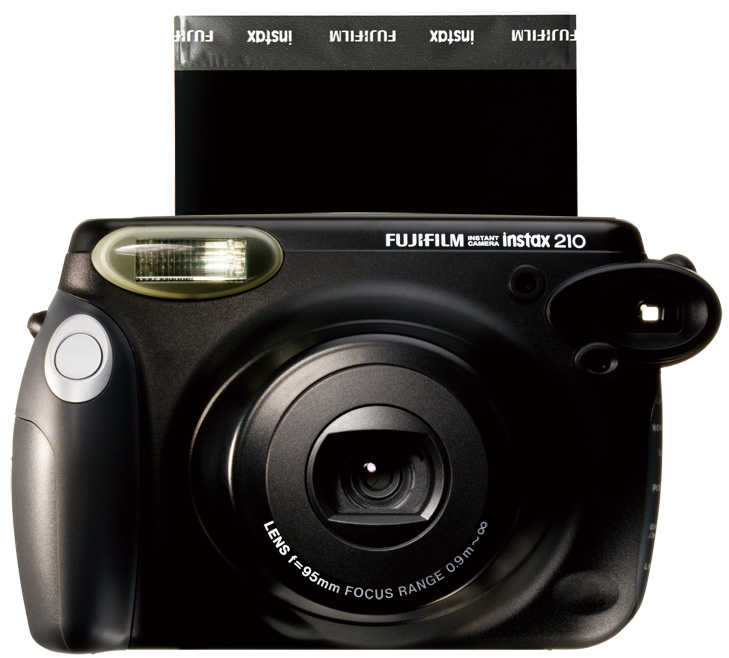
دوربین فوری فوجی فیلم Instax 210